# Längental (Stubaier Alpen)
Das Längental ist ein Seitental des Nedertals beim Kühtai in den Stubaier Alpen in Tirol. Es wird vom Längentalbach durchflossen. Das Untergrundgestein ist mittelostalpiner Ötztal-Stubai-Kristallin, ein sauer verwitterndes Silikatgestein. Das Längental ist charakterisiert durch Feuchtlebensräume wie Niedermoore und alpine Kiesbettfluren. Abseits des Bachs bilden alpine Heiden, Rasen, Wald und Blockhalden das typische Lebensraummosaik dieser Höhenstufe.

## Geographie
Das Längental zweigt unterhalb des Kühtaisattels vom Nedertal nach Süden ab und knickt nach etwa 4 km nach Westen ab. Im Westen trennt es ein Kamm, der vom Hochwanner (2488 m) über den Vorderen (2528 m) und Hinteren Mittertalkopf (2640 m) zum Roten Kogel (2827 m) verläuft, vom Mittertal. Im Osten begrenzt ein Kamm, der sich von der Mute (2398 m) über den Zwölferkogel (2988 m) zum Sulzkogel (3016 m) erstreckt, das Längental vom Finstertal. Am Ende des Tals besteht über die Niederreichscharte (2728 m) ein hochalpiner Übergang ins Ötztal. Am Ausgang zum Nedertal befindet sich der Speicher Längental der Kraftwerksgruppe Sellrain-Silz.

## Lebensräume

### Zirbenwald
Zirben (Pinus cembra) wachsen in lockeren Beständen an den steilen Hängen des Längentals. In Gebüschen dominieren Grün-Erle (Alnus viridis), Wacholder (Juniperus communis) und Latsche (Pinus mugo).

### Heiden
Je nach Exposition und Untergrund haben sich im Tal verschiedene Heide-Typen etabliert. Latschengebüsche und Alpenrosen-Zwergstrauchheiden bilden einen mittelwüchsigen, robusten Strauchbestand. Ausgesetztere Flechtenheiden werden von Kryptogamen, Gräsern und anderen niederwüchsigen Arten gebildet.

### Blockhalden
Auf und zwischen dem Silikat-Blockschutt der Hänge im Längental siedeln kryptogamenreiche Gesellschaften.

### Bürstlings-Weiderasen (Nardeten)
In den mageren subalpin-alpinen Sauerbodenrasen gedeihen neben dem namensgebenden Bürstling (Nardus stricta) zahlreiche andere Gräser und Kräuter. Bürstlingsrasen sind sehr anspruchslos und resistent gegen Weidevieh. Zahlreiche Insekten, Spinnen und Bodenbewohner leben hier.

### Niedermoore
In Braunseggen-Niedermooren wachsen über einer dünnen Torfschicht Braunmoose (Amblystegiaceae) und Seggen (Carex). Hier lebende Arten sind an die feuchten und nährstoffarmen Bedingungen angepasst und häufig konkurrenzschwach.

### Riesel- & Quellfluren
An steilen, von Wasser überrieselten Felsen gedeihen durch die hohe Luftfeuchtigkeit und konstanten Temperaturbedingungen Arten der Rieselfluren, wie die Eis-Segge (Carex frigida).
Um Quellaustritte bilden hochspezialisierte Moose und Gefäßpflanzen seltene, farbenfrohe Biotope, sogenannte Quellfluren.

## Längentalbach
Der 6,2 km lange Längentalbach entspringt auf fast 2600 m zwischen Wechner- und Hochbrunnachkogel und mündet am Talausgang in den Speicher Längental. Der Längentalbach ist ein unregulierter Gebirgsbach. Steilere Abschnitte mit höherer Fließgeschwindigkeit wechseln mit breiteren Mäandern ab. Hier haben sich stellenweise Kies- und Sandbänke gebildet, die immer wieder umgewühlt und überspült werden. Auf diesen dynamischen Flächen können nur wenige, spezielle Pionierarten gedeihen. An diesen ruhigeren Stellen haben sich Tümpel gebildet. Das Wasser ist Lebensraum von Wassermoosen (z. B. Hygrohypnum), Algen, Makrozoobenthos (z. B. Fliegenlarven-Arten) und Amphibien.

## Speicher Kühtai
Im Mai 2020 wurde im Längental mit Bauarbeiten zur Errichtung eines weiteren Speichersees der Kraftwerksgruppe Sellrain-Silz begonnen. Dafür wird die Talsohle des Längentals ausgefräst und ein 113 m hoher Damm errichtet. Der Speicher soll ein Volumen von 31 Millionen m³ und ein Stauziel von 2140 m aufweisen. Zur Befüllung sollen 80 % des Wassers der Bäche Fernaubach, Daunkogelfernerbach und Unterbergbach aus dem Stubaital, sowie der Bäche Fischbach, Schranbach und Winnebach aus Seitentälern des Ötztals in den Speicher gepumpt werden.